# Drzycim (gemeente)
De gemeente Drzycim is een landgemeente in het Poolse woiwodschap Koejavië-Pommeren, in powiat Świecki.
De zetel van de gemeente is in Drzycim.
Op 30 juni 2004 telde de gemeente 5075 inwoners.

## Oppervlakte gegevens
In 2002 bedroeg de totale oppervlakte van gemeente Drzycim 107,92 km², waarvan:
- agrarisch gebied: 60%
- bossen: 31%

De gemeente beslaat 7,33% van de totale oppervlakte van de powiat.

## Demografie
Stand op 30 juni 2004:
| Omschrijving                   | Totaal | Totaal | Vrouwen | Vrouwen | Mannen | Mannen |
| ------------------------------ | ------ | ------ | ------- | ------- | ------ | ------ |
| eenheid                        | aantal | %      | aantal  | %       | aantal | %      |
| inwoners                       | 5075   | 100    | 2535    | 50      | 2540   | 50     |
| bevolkingsdichtheid (inw./km²) | 47     | 47     | 23,5    | 23,5    | 23,5   | 23,5   |

In 2002 bedroeg het gemiddelde inkomen per inwoner 1406,97 zł.

## Administratieve plaatsen (sołectwo)
Biechówko, Dąbrówka, Dólsk, Drzycim, Gacki, Gródek, Krakówek, Mały Dólsk, Sierosław, Wery.

## Overige plaatsen
Bedlenki, Biechowo, Jastrzębie, Kaliska, Leosia, Lubocheń, Rówienica, Sierosławek, Spławie.

## Aangrenzende gemeenten
Bukowiec, Jeżewo, Lniano, Osie, Świecie